# Miesięcznik Heraldyczny
Miesięcznik Heraldyczny – miesięcznik wydawany w latach 1908–1915 we Lwowie i 1931–1939 w Warszawie. 

## Historia
Należał do najważniejszych naukowych czasopism specjalistycznych wychodzących we Lwowie. Powstał jako jeden z dwóch obok „Rocznika Heraldycznego”, organów prasowych Towarzystwa Heraldycznego, które istniało od 1906 do 1915 roku. Redaktorem naczelnym był Władysław Semkowicz (1908-1915). Redakcja skupiała wokół siebie grono ważniejszych wówczas badaczy polskich z dziedzin heraldyki, genealogii i sfragistyki. Publikowano w nim rozprawy naukowe, monografie znaczniejszych rodów i rodzin polskich. Istniał też dział sprawozdań i recenzji. Z powodu wojny wydawanie periodyku zawieszono. 20 stycznia 1930 roku na posiedzeniu Zarządu Oddziału Warszawskiego Polskiego Towarzystwa Heraldycznego powzięto decyzję o reaktywowaniu czasopisma. Redaktorem naczelnym został Oskar Halecki (1930-1939), stanowisko vice-naczelnego redaktora objął uczeń Haleckiego - Zygmunt Wdowiszewski. Czasopismo ukazywało się do 1939 roku. 